# Quackenbush Hardware Store
La Quackenbush Hardware Store est un bâtiment commercial situé dans le centre-ville d'Eugene, dans l'Oregon, aux États-Unis. Ancienne quincaillerie aujourd'hui utilisée comme galerie d'art et librairie, elle est inscrite au Registre national des lieux historiques depuis le 23 septembre 1982.